# Alojzij Duhovnik
Alojzij Duhovnik, slovenski duhovnik, * 13. maj 1916, Preska, † 3. oktober 1944, Zalog pri Cerkljah.

## Življenje
V Preski je obiskoval ljudsko šolo, nato je študiral na klasični gimnaziji v Ljubljani. Vstopil je v Ljubljansko semenišče. 5. julija 1942 je bil v Ljubljani posvečen v duhovnika. Novo mašo je zaradi nemške okupacije Gorenjske imel v kapeli ljubljanske bolnišnice. Kot dijak si je za preživetje pomagal s prodajo knjig in inštruiranjem, po bližnjih vaseh je raznašal Slovenca. Zaradi pomanjkanja duhovnikov na Primorskem je naredil slovesne redovne zaobljube. 2. novembra 1919 je po dogovoru med ljubljanskim škofom in goriškim nadškofom deloval v Tolminu. Prejemal je več grozilnih pisem, nazadnje se je umaknil v Ljubljano. Nastopil je v službo domobranskega kurata in z njimi oktobra 1944 prišel na Gorenjsko. 3. oktobra so se nastanili v Zalogu pri Cerkljah. Hišo so obkolili partizani in jo porušili. Naslednji dan so trupla izkopali izpod ruševin. Pokopali so ga v Lahovšah.